# Tașcu Gheorghiu
Tașcu Gheorghiu (n. 20 septembrie 1910, Constanța - m. 17/18 septembrie 1981) a fost un traducător, poet și grafician român. A fondat împreună cu Virgil Teodorescu și Mircea Pavelescu revista de factură avangardistă Liceu în 1932. A publicat un singur text original în timpul vieții, neavând la activ niciun volum.
A tradus din autori precum Lautréamont, Guillaume Apollinaire, Giuseppe Tomasi di Lampedusa, William Shakespeare, Luigi Pirandello, dar și din alți autori. 